# 좀비U
좀비U(ZombiU)는 유비소프트가 개발한 1인 서바이벌 호러 비디오 게임이다. 2012년 11월 런치 타이틀 중 하나로서 Wii U용으로 출시되었다. 이 게임에서 플레이어는 2012년 좀비 아포칼립스 중 인간 생존자를 컨트롤한다. 이 게임은 2015년 마이크로소프트 윈도우, 플레이스테이션 4, 엑스박스 원용으로는 좀비(Zombi)라는 제목으로 출시되었다. 스트레이트 라이트에 의해 관리되는 이식판에는 새로운 근접 무기들을 추가하고 다인용 기능을 제거했다.
서바이벌 호러, 분위기 부분에서 평론가들로부터 대체로 긍정적인 평가를 받았다. 게임플레이, 다인용 기능, 스토리, 게임패드 이용 면에서는 엇갈린 평가를 받았다. 글리치나 로딩 시간 등의 기술적 문제는 비판을 받았다. 이 게임은 Wii U의 또다른 독점작 레이맨 레전드를 멀티플랫폼 게임으로 전환시키는데 주안을 두면서 유비소프트에게는 그다지 금전적으로 이득이 되는 작품은 아니게 되었다.

## 평가
| 평론 점수 평론사 점수 PC PS4 Wii U 엑스박스 원 디스트럭토이드 8/10 [ 1 ] 유로게이머 9/10 [ 2 ] 게임 인포머 5/10 [ 3 ] 게임스팟 7/10 [ 4 ] 4.5/10 [ 5 ] 게임스레이더+ [ 6 ] [ 7 ] [ 6 ] 자이언트 밤 [ 8 ] IGN 6.3/10 [ 9 ] 7.5/10 [ 10 ] Joystiq [ 11 ] PC 게이머 (US) 55/100 [ 12 ] 폴리곤 8/10 [ 13 ] VideoGamer.com 8/10 [ 14 ] 8/10 [ 15 ] 통합 점수 메타크리틱 65/100 [ 16 ] 71/100 [ 17 ] 77/100 [ 18 ] 72/100 [ 19 ] |        |        |        |             |
| 평론 점수 |        |        |        |             |
| 평론사 | 점수   | 점수   | 점수   | 점수        |
| 평론사 | PC     | PS4    | Wii U  | 엑스박스 원 |
| 디스트럭토이드 |        |        | 8/10   |             |
| 유로게이머 |        |        | 9/10   |             |
| 게임 인포머 |        |        | 5/10   |             |
| 게임스팟 |        | 7/10   | 4.5/10 |             |
| 게임스레이더+ |        | [ 6 ]  | [ 7 ]  | [ 6 ]       |
| 자이언트 밤 |        |        | [ 8 ]  |             |
| IGN |        |        | 6.3/10 | 7.5/10      |
| Joystiq |        |        | [ 11 ] |             |
| PC 게이머 (US) | 55/100 |        |        |             |
| 폴리곤 |        |        | 8/10   |             |
| VideoGamer.com |        | 8/10   | 8/10   |             |
| 통합 점수 |        |        |        |             |
| 메타크리틱 | 65/100 | 71/100 | 77/100 | 72/100      |